# جسر اللاعودة
جسر اللاعودة، يقع في المنطقة الأمنية المشتركة، ويعتبر خط الترسيم العسكري بين كوريا الشمالية وكوريا الجنوبية. في عام 1953، في نهاية الحرب الكورية، بدأ استخدام الجسر في تبادل الأسري. نشأ هذا الاسم ليكون كالإنذار الأخير الذي يعطى لأسري الحرب الذين يتم احضارهم إلي الجسر إما في البقاء في دولة الأسر أو عبور الحدود إلى وطنهم، لكن بمجرد عبور الفرد لا يستطيع الرجوع مرة أخرى لأي سبب حتى إذا قاموا بتغيير رأيهم.
في عام 1968، تم استخدام الجسر لآخر مرة لتبادل الأسري، عندما تم إطلاق سراح طاقم يو إس إس بويبلو وطلبوا العبور إلي كوريا الجنوبية عبر الجسر. استخدم الكوريون الشماليون الجسر بنشاط حتي أغسطس 1976، في حادث القتل بالفأس، وفي ذلك الوقت طالبت قيادة الأمم المتحدة بإنفاذ خط الترسيم العسكري داخل المنطقة الأمنية المشتركة ووضع علامات واضحة عليه. في ظل 72 ساعة، بنى الكوريون الشماليون جسرًا جديدًا (يُطلق عليه «جسر 72 ساعة») في النصف الشمالي من المنطقة الأمنية المشتركة ولم يعد يستخدم الجسر الأصلي للعودة.
يمتد خط الترسيم العسكري عبر الجسر وفي نهاية جانبي الجسر توجد منازل حراسة خاصه لكل بلد. يُطلق على المبنى الكوري الشمالي اسم الجيش الشعبي الكوري رقم 4 بينما أطلق على نقطة تفتيش قيادة الأمم المتحدة اسم مركز القيادة رقم 3 -تم هجر المركز في منتصف الثمانينيات- والذي كان محاطا بالأشجار ولا يرى إلا من موقع قيادة الأمم المتحدة خلال أشهر الشتاء. قام الجيش الشعبي الكوري الشمالي بمحاولات عديدة للاستيلاء على مركز قيادة أفراد قيادة الأمم المتحدة من الحزب الشيوعي القديم. في عام 2003 ووفقا لتقرير نشرته شبكة سي إن إن عن حالة الجسر، عرضت الولايات المتحدة إصلاح الجسر أو حتى استبداله، لكن حكومة كوريا الشمالية رفضت الإذن بذلك.

## الأحداث الكبرى
- في أبريل عام 1953، عملية ليتل سويتش. هذه العملية كانت بمثابة اختبار لإعادة الأسري إلي الوطن. وتعتبر واحدة من اربع قضايا خلاف رئيسية خلال عامين من التفاوض حيث تم تبادل 605 مريض أو جريح من أسري قيادة الأمم المتحدة مقابل 6030 مريض أو جريح من أسري كوريا الشمالية.[2][3]
- أبريل – سبتمبر 1953، عملية التحويل الكبرى. استنادا إلي نجاح عمليات الإعادة إلي الوطن التي تمت في وقت سابق، بدأ تبادل عام للأسري في أواخر أبريل. أثناء عملية التبادل، تم نقل السجناء إلي بانمونجوم، علي ضفاف نهر ساتشونج. ثم سئل كل سجين عن إذا كان يرغب في عبور الجسر والعودة إلي موطنه أو البقاء مع خاطفيه. بمجرد اتخاذ القرار، لا يتم الرجوع عنه مرة أخرى ومن هنا جاء اسم جسر اللاعودة. خلال تلك الفترة عاد 13444 من أسري حرس قيادة الولايات المتحدة، وعاد 89493 من أسري الجيش الشعبي الكوري إلي بلدانهم. في مارس 1953، تم إطلاق سراح 25000 جندي من الجيش الشعبي الكوري احتُجزوا في معسكرات روكا في كوريا الجنوبية بناءً على أوامر الرئيس إي سنغ مان.[4][5][6]
- في 23 يناير 1968، تم اطلاق سراح سفينه يو إس إس بويبلو بعد أسرها من قبل القوات البحرية الكورية الشمالية في المياه الدولية المقابلة لساحل كوريا الشمالية، بعد احتجازه لمدة 11 شهرًا. تم إطلاق سراح الطاقم وسمح له بالسير عبر الجسر بينما تم بث اعتراف قسري من السفينة بواسطة مكبرات الصوت.[7] كان هذا الإجراء هو الأول في سلسلة من الأحداث التي تصاعدت التوترات بين كوريا الشمالية والولايات المتحدة وحلفائها. في 23 ديسمبر 1968، تم الإفراج عن طاقم السفينة يو إس إس بويبلو.
- في 18 أغسطس 1976، حادث قتل الفأس الكوري. بعد مقتل ضابطي من جيش الولايات المتحدة على أيدي جنود كوريين شماليين في المنطقة الأمنية المشتركة، بالقرب من جسر اللاعودة. كان هدف العملية هو تقليم شجرة الحور لأنها تعوق الرؤية بين نقاط التفتيش وتصاعد التوتر على الحدود. وأعقب ذلك عملية بول بونيان، التي انتهت بقطع الشجرة بواسطة فرقة العمل فييرا.

## مراسم على الجسر

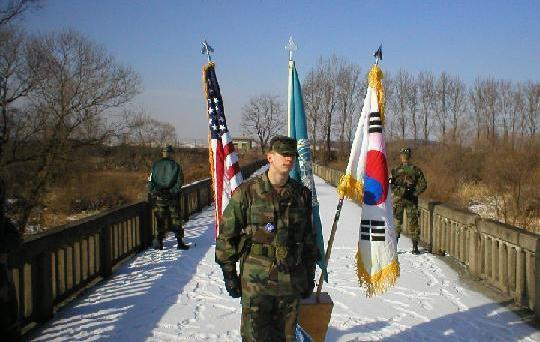
صورة لجندي أمريكي خلال حفل عام 2003 في منتصف الجسر أمام علم الأمم المتحدة والولايات المتحدة وكوريا الجنوبية وخلفه حارسان من كوريا الشمالية

يُتاح لجنود الجيش الأمريكي المتمركزين في معسكر بونيفاس أو معسكر ليبرتي بيل في المنطقة الأمنية المشتركة الفرصة لعقد احتفالات الترقية أو إعادة الإدراج في وسط جسر اللاعودة. يتم تقسيم الجسر إلى نصفين بواسطة خط تعيين الحدود العسكرية الذي يفصل أراضي كوريا الشمالية عن أراضي كوريا الجنوبية. أثناء احتفال الولايات المتحدة أو جمهورية كوريا، يتم نشر حارسين على خط الترسيم المواجه باتجاه كوريا الشمالية.

## في الثقافة الشعبية
ظهر الجسر في العديد من الأفلام مثل:
- فيلم جيمس بوند، مت في يوم آخر عندما تم تبديل شخصيتي بوند وتساو. ظهرت صفوف من الأسلاك الشائكة والعديد من المخابئ والمدافع الرشاشة في الفيلم لكنها لا تم للواقع بصله.
- في فيلم «منطقة الأمن المشتركة الكورية الجنوبية». تم تسليط فيه الضوء على حياه اثنين من حراس كوريا الشمالية.
- الفيلم الأمريكي سولت، عندما تم استبادل العميله إيفلين سولت (والتي قامت بدورها، أنجلينا جولي) أمام مسؤول كوري شمالي.

## المعرض

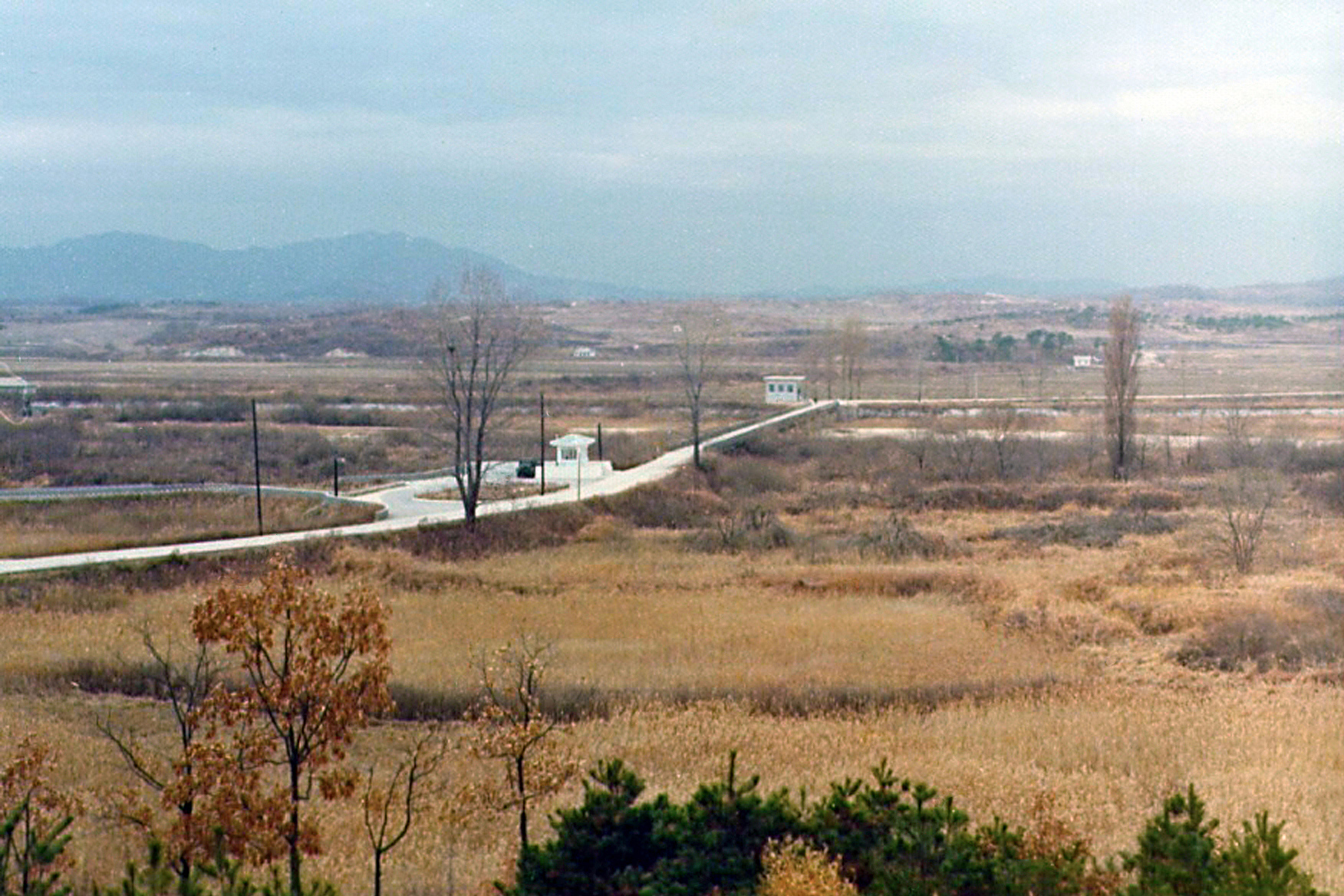
جسر اللاعودة في ديسمبر عام 1975
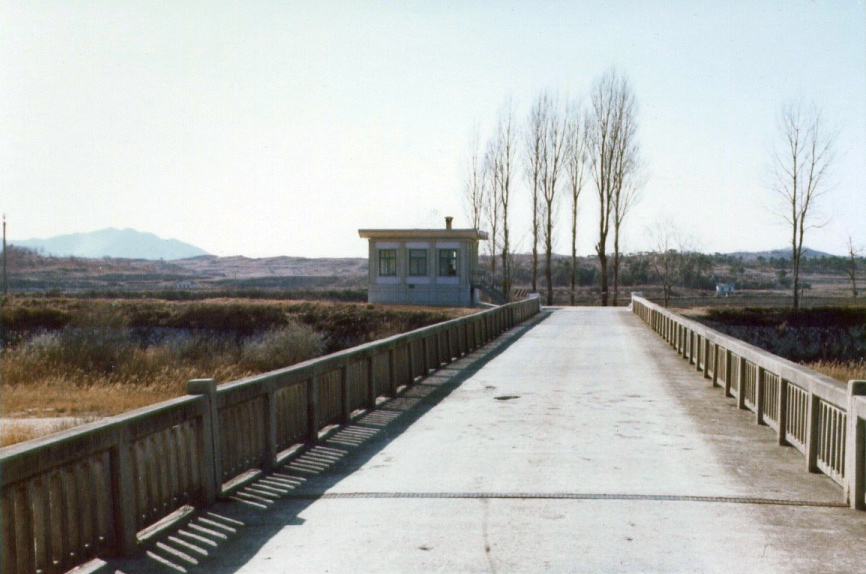
صورة الجسر في مارس 1976
المنطقة الأمنية المشتركة في 1976
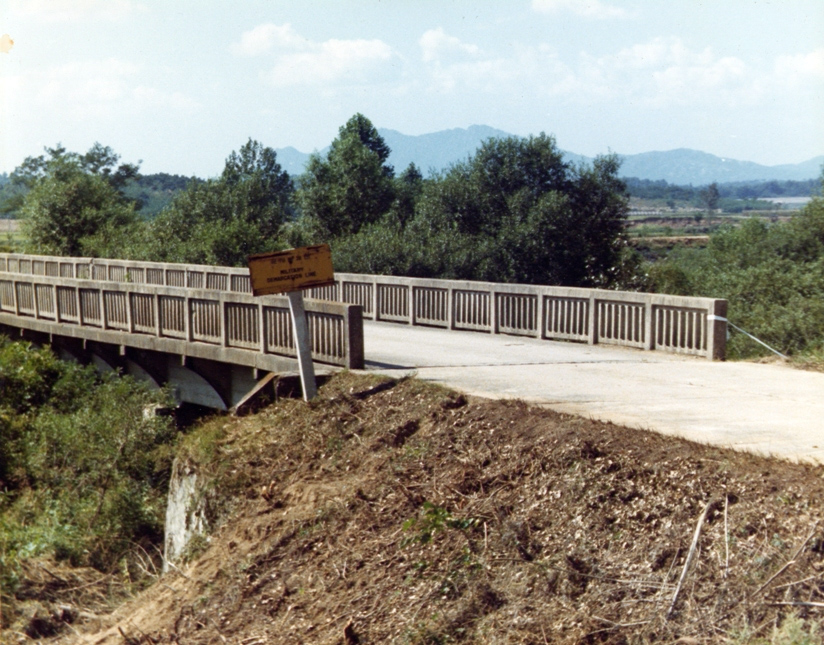
الطرف الجنوبي للجسر
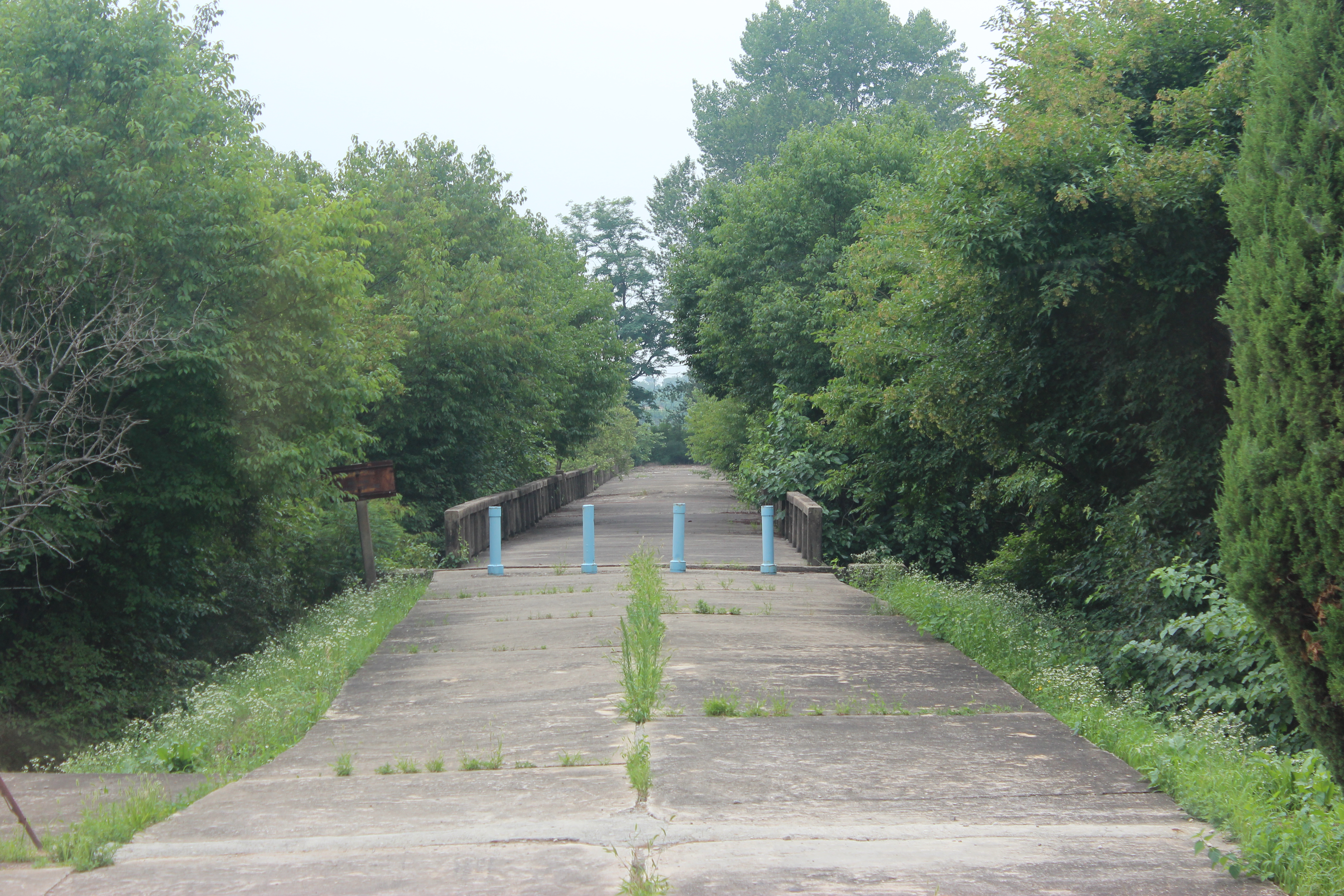
جسر اللاعودة في عام 2012

## وصلات خارجية
- معرض الصور.
- الحياة في كوريا الشمالية.